# Profil
Profil fue una banda francesa que representó a Francia en el Festival de la Canción de Eurovisión 1980.

## Eurovisión 1980
En 1980, la banda se presentó a la final nacional francesa para elegir a su siguiente representante en el Festival de Eurovisión, a celebrarse en La Haya, Países Bajos. El grupo fue elegido con su canción "Hé, hé, m'sieurs dames" ("Hey, hey, damas y caballeros") como los próximos participantes en Eurovisión.
Finalmente, la canción consiguió 45 puntos y logró posicionarse en el 11° puesto de entre 19 países.

## Integrantes
- Martine Havet
- Martine Bauer
- Francis Rignault
- Jean-Claude Corbel
- Jean-Pierre Izbinski